# Zviad Gamsakhúrdia
Zviad Konstantines dze Gamsakhúrdia (georgià: ზვიად კონსტანტინეს ძე გამსახურდია, IPA: [zvɪad̥ k’ɔnst̪’ant̪ɪn dzɛ gamsaxʊrd̥ɪa]), rus: Звиа́д Константи́нович Гамсаху́рдия Zviad Konstantínovitx Gamsakhúrdia (31 de març, 1939 — 31 de desembre, 1993) fou un dissident, científic i escriptor, el primer President de la República de Geòrgia escollit democràticament en l'era postsoviètica.

## Biografia
Nasqué a Tbilisi (Geòrgia) d'una família important; el seu pare fou Konstantín Gamsakhúrdia, un dels més famosos escriptors georgians del segle xx. Estudià filologia i començà a treballar com a crític literari. El 1955 va crear el grup dissident clandestí Gorgasliani (en referència als reis georgians), i fou arrestat el 1956 i el 1958 per protestar contra les polítiques de russificació i per propaganda anticomunista. Fou internat aleshores en un psiquiàtric durant sis mesos, on se li van diagnosticar diverses psicopaties.
El 1972 aparegué novament dirigint una campanya per al nomenament del Katholicós-Patriarca de Geòrgia de l'Església Ortodoxa Georgiana, de la qual n'era força devot. El 1973 fundà amb Merab Kostava el Grup d'Iniciativa de Defensa dels Drets Humans, el 1974 fou el primer georgià membre d'Amnistia Internacional i el 1976 fundà el Grup Hèlsinki (rebatejat el 1989 Unió Hèlsinki-Geòrgia). Va publicar diversos samizdats com Okros Satsmisi ("El velló d'or"), Sakartvelos Moambe ("L'Herald georgià"), Sakartvelo ("Geòrgia"), Matiane ("Annals") i Vestnik Gruzii. També participà en el diari clandestí de Moscou "Crònica dels esdeveniments actuals", editat per Serguei Kovalov. Gamsakhúrdia també fou el primer georgià membre de la Societat Internacional pels Drets Humans (ISHR-IGFM).
Alhora, va seguir una brillant carrera acadèmica: fou professor associat de la Universitat de Tbilisi (1973-1975, 1985-1990), membre de la Unió d'Escriptors Georgians (1966-1977, 1985-1991) i doctor en filologia (1991). Ha estat autor de monografies sobre escriptors britànics i nord-americans, així com del georgià Xota Rustaveli, i ha traduït al georgià T. S. Eliot, William Shakespeare i Charles Baudelaire.
El 1977 Eduard Xevardnadze (aleshores secretari del Partit Comunista a Geòrgia) va ordenar el seu arrest i el de Merab Kostava per activitats anticomunistes. Foren condemnats a tres anys de presó i tres més d'exili, malgrat les protestes internacionals i la seva proposta al Premi Nobel de la Pau del 1978. Kostava fou exiliat a Sibèria i Gamsakhúrdia a Daguestan.
Nogensmenys, el 1979 fou alliberat després de demanar perdó públicament (mentre Kostava no fou alliberat fins al 1987). Posteriorment, els seus seguidors afirmaren que ho va fer pressionat pel KGB. Tot i així, continuà la seva tasca dissident i el 1981 dirigí manfiestacions d'estudiants demanant l'alliberament de Kostava.
Quan Mikhaïl Gorbatxov inicià la perestroika, ell i Kostava (alliberat el 1987), encapçalaren les manifestacions nacionalistes fins al 1990. El 1988 fundà Ilià Txavtxavadze i va promoure manifestacions que culminaren en la repressió de Tbilisi de 4 d'abril de 1989. Quan es convocaren les eleccions al soviet de Geòrgia del 28 d'octubre del 1990, va organitzar la coalició "Taula Rodona — Geòrgia Lliure" ("Mrgvali Magida — Tavisupali Sakartvelo"), que va obtenir el 64% dels vots. Així fou escollit cap del Consell Suprem de Geòrgia. El 30 de març del 1991 va convocar el Referèndum d'independència georgià, que va obtenir un 90,08% de vots favorables.

### President de Geòrgia
El Parlament georgià declarà la independència el 9 d'abril de 1991, que no fou reconeguda per les autoritats soviètiques. El 26 de maig Gamsakhurdia fou elegit president amb el 83% dels vots.
La seva presidència es va caracteritzar per un estil autoritarista i d'enfrontament constant amb les minories ètniques del país, que provocaren conflictes armats amb Abkhàzia (independent de facto) i amb Ossètia del Sud, a la que negà el dret a qualsevol mena d'autonomia. Les disputes entre separatistes locals i la majoria de la població georgiana a Abkhàzia i Ossètia del Sud van esclatar en la Guerra a Ossètia del Sud i la [Guerra d'Abkhàzia. Amb el suport de Rússia, Abkhàzia i Ossètia del Sud van aconseguir la independència de facto de Geòrgia, amb Geòrgia conservant el control només en petites àrees dels territoris en disputa. A les eleccions del 1991 el seu partit va obtenir el 87% dels vots.

### Cop d'estat i deposició
El 9 de setembre de 1991 patí una revolta de la Guàrdia Nacional, dirigida per Tengiz Kitovani i Tengiz Sigua, que l'acusaren d'ambigüitat durant el cop d'estat del 19 d'agost del 1991. Endemés, el 16 de setembre es trenca la coalició governant, i Gamsakhurdia assumeix tots els pòders i va fer detenir Vakhtang Takakhadze, Gija Txanturia i Irina Sarixvili-Txanturia, dirigents del Partit Nacional Democràtic. Això va provocar una revolta armada de l'oposició el 21 de desembre de 1991, que culminà amb 51 morts i la fugida precipitada de Gamsakhúrdia el 3 de gener de 1992.
Va fugir cap a Armènia i després cap a Txetxènia, on rebrà suport polític del president Dzokhar Dudajev. El 7 de gener de 1992 aterrà a Sukhumi per sorpresa i es va fer fort a Zúgdidi (Mingrèlia), d'on en fou expulsat el 27 de gener per les tropes de Tengiz Kitovani. El 16 de setembre de 1993 va atacar Samtrèdia, i fins i tot va fer un govern provisional a Zúgdidi. Inicià una ofensiva sobre Poti i Kutaisi, però el 7 de novembre fou derrotat novament i va fugir a Khibula, on es va suïcidar.